# Barnabé (Santos)
Barnabé é um bairro localizado na parte continental da cidade de Santos. Foi transformada em um grande deposito de inflamáveis e corrosivos da Companhia Docas, instalando ali, enormes tanques de petroléo bruto, com descarregamento pelos petroleiros e navios tanques, destinando a recalque para a  Refinaria Presidente Bernardes de Cubatão
A Ilha Barnabé em Santos, conhecida inicialmente como Ilha Mirim ou Ilha Pequena, e a partir de 1540 como Ilha de Brás Cubas, essa ilha no estuário do porto santista teve também os nomes de Ilha dos Frades ou dos Padres.
No século XVIII, foi conhecida como Ilha do Carvalho, ganhando no século XIX o nome atual, por ter pertencido a Barnabé Francisco Vaz de Carvalhaes, e no qual havia intensa movimentação social, com festas memoráveis que ele ali oferecia.
Em 26 de janeiro de 1930, começou a ser usada como depósito de combustíveis e produtos químicos.